# روبینا کالانتاریان
روبینا روبنی کالانتاریان (ارمنی: Ռուբինա Ռուբենի Քալանթարյան؛ انگلیسی: Roubina Kalantaryan زادهٔ ۱ مهٔ ۱۹۲۵ - درگذشته ۱۵ ژوئیهٔ ۲۰۲۴) خواننده اپرا سوپرانو اهل ارمنستان بود. وی بین سال‌های - تا - میلادی فعالیت می‌کرد.

## زندگی‌نامه
وی در ۱ مه ۱۹۲۵ در ایروان به دنیا آمد و از کالج دولتی موسیقی رومانوس ملیکیان و کنسرواتوار سنت پیترزبورگ (۱۹۵۵) فارغ‌التحصیل گشت.  وی همچنین برندهٔ جوایزی همچون هنرمند شایسته ارمنستان شوروی (۱۹۷۴)، هنرمند مردمی فدراسیون روسیه (۱۹۹۵)، نشان دوستی (۲۰۰۰) و نشان افتخار فدراسیون روسیه شده است. وی در ۱۵ ژوئیهٔ ۲۰۲۴ در سن ۹۹ سالگی در سن پترزبورگ درگذشت و در آرامستان ارمنیان سن پترزبورگ به خاک سپرده شد.

## آثار
- «Հայաստանն իմ սերն է ու իմ ցավը» برای زمین‌لرزه ۱۹۸۸ اسپیتاک